# جيرمين بيل
جيرمين بيل (بالإنجليزية: Jermaine Beal)‏ مواليد 4 نوفمبر 1987 في دالاس، هو لاعب كرة سلة محترف أمريكي بدأ مسيرته الاحترافية في سنة 2010 ويحمل الرقم 7. يبلغ طوله 6 قدم 3 بوصة (1.9 م). يلعب حاليا في الدوري البلجيكي لكرة السلة الدرجة الأولى، وكان لعب سابقا مع فريق الاتحاد في السعودية.

## روابط خارجية
- جيرمين بيل على موقع كرة السلة الأوروبية.كوم (الإنجليزية)
- جيرمين بيل على موقع كلية كرة السلة في سبورتس رفرنس.كوم (الإنجليزية)
- جيرمين بيل على موقع ريلجم (الإنجليزية)
- جيرمين بيل على موقع بروبوليرز (الإنجليزية)
- جيرمين بيل على موقع سبورتس رفرنس (الإنجليزية)
- جيرمين بيل على موقع سبورتس رفرنس (الإنجليزية)